# Problème du bar d'El Farol

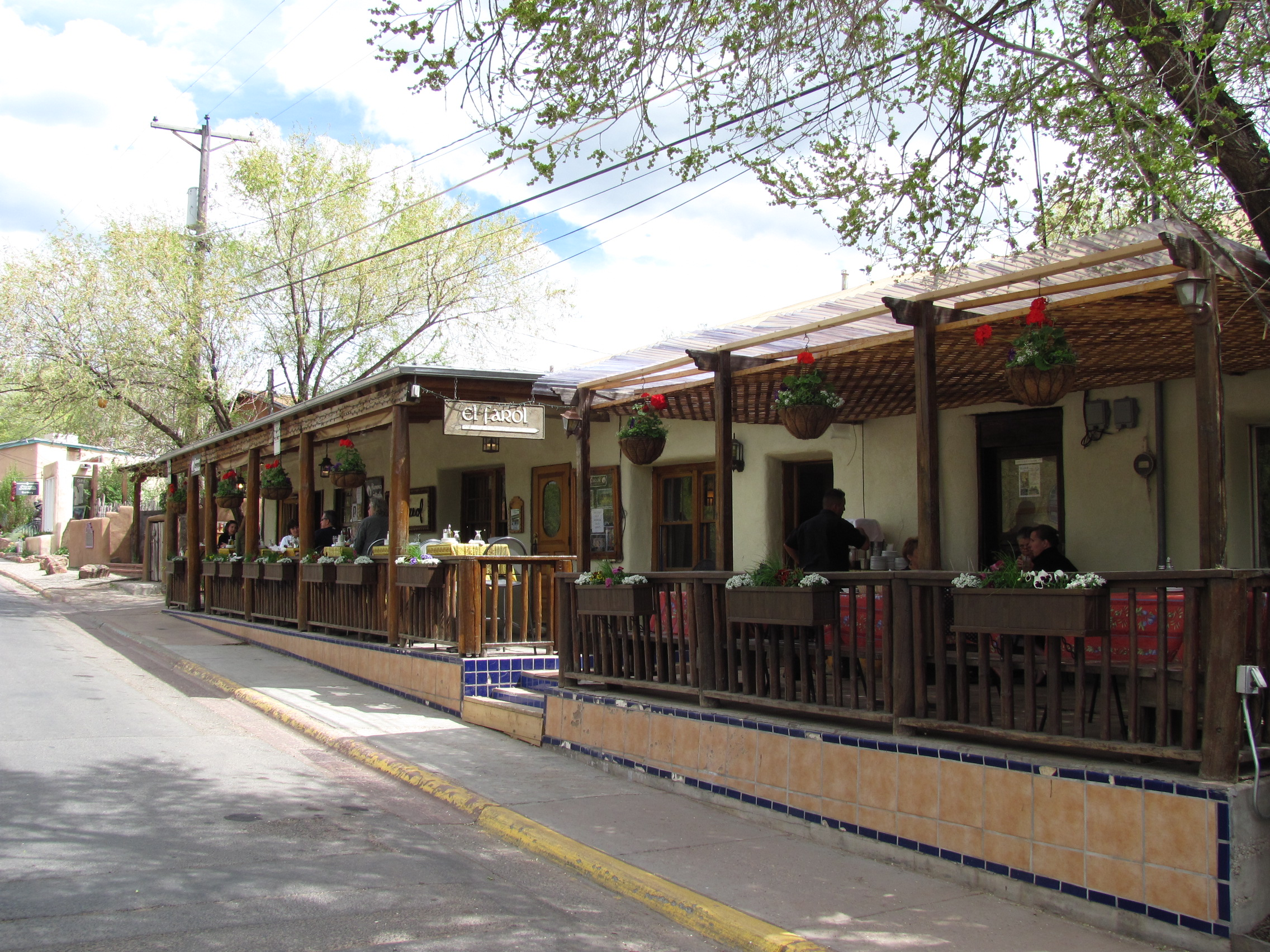
Le bar d'El Farol.

Le problème du bar d'El Farol a été créé en 1994 par l'économiste Brian Arthur, chercheur à l'Institut de Santa Fe, pour étudier la modélisation de systèmes économiques où les agents ont une rationalité limitée et utilisent un raisonnement par induction.
Le bar d'El Farol est un bar irlandais de Santa Fe, au Nouveau-Mexique, qui organise des concerts de musique irlandaise tous les jeudis. Le problème est formulé comme suit (Arthur 1994) : plus de 100 amateurs de musique irlandaise fréquentent le bar, mais celui-ci ne compte que 60 places assises. Le concert n'est agréable que si le bar n'est pas surpeuplé. Quelle est la meilleure stratégie pour chacun ?
Arthur souligne que le problème, bien que tiré de la vie courante, devient très complexe dans la théorie classique, où les agents sont idéalement rationnels et raisonnent par déduction, d'autant qu'il n'existe pas de stratégie idéale a priori : si tout le monde va au bar, personne n'est content et si tout le monde reste chez lui, le bar est vide. Arthur propose plutôt un modèle dans lequel chacun des agents possède un ensemble de règles de décision de l'affluence du bar, qu'il évalue a posteriori : le joueur prédit le nombre probable de consommateurs dans le bar en se fondant sur l'information passée et, en conséquence, va ou non au bar. Le jeudi suivant, il réordonne sa liste de prédicteurs en fonction de leur efficacité, et ainsi de suite. Un raisonnement heuristique relativement simple permet donc de réduire la complexité du problème. La dynamique du système s'équilibre autour de 60 consommateurs se rendant au bar, c'est-à-dire l'optimum.
Le problème du bar d'El Farol a débouché sur des modélisations multi-agents, comme le marché artificiel de Santa Fe (Santa Fe Artificial Stock Market), et sur le concept de jeux de minorité (minority games).